# 帝国通貨法
帝国通貨法（ていこくつうかほう、ドイツ語: Reichsmünzordnung ドイツ語: [ˈʁaɪçsˌmʏntsˌʔɔʁdnʊŋ]）は、神聖ローマ帝国の領邦で使用された様々な通貨を統一する試みとして、16世紀に発行された法律。
通貨法は1530年から1560年までアウクスブルク帝国会議で数段階にわたって発行されたが、全ての諸侯に採用されることはなかった。
最初の帝国通貨法は1524年に皇帝カール5世がエスリンゲンで発行した。このときはケルナー・マルクを通貨の重量の標準と定めたが、大諸侯から反対されたため施行されることはなかった。
1551年、クロイツァーが小型銀貨の標準として導入され、72クロイツァーが1グルデンまたは1グルデングロッシェン（銀貨の一種）に等値と定められた。銀貨のターラーは68クロイツァーと定められた。公式のライヒスゴールトグルデン（Reichsgoldgulden、帝国金貨）も導入されたが、数年間鋳造されただけだった。しかし、金貨は一般的には銀貨より高価であるため、金貨であるグルデンと銀貨であるグルデングロッシェンを等値と定めたことが問題となり、グルデンが公式の72クロイツァー以上の価値で取引されるようになるのに時間がかからなかった。これにより皇帝フェルディナント1世は1559年に金貨と銀貨の等値状態を解消、グルデンを75クロイツァーに、グルデングロッシェンを60クロイツァーに定め、さらに新しい金貨であるドゥカートを導入した。グルデングロッシェンはやがてターラーに取って代わられた。
1566年、帝国議会は実態を追認せざるを得ず、ライヒスターラー（重さ29.23グラム、銀比率88.9%）を帝国の公式硬貨として導入した。以降ターラーは18世紀初まで帝国内で使用された。